# Rätan
Rätan est une localité de Suède dans la commune de Berg située dans le comté de Jämtland.
Sa population était de 198 habitants en 2019.